# Habenaria ernesti-ulei
Habenaria ernesti-ulei là một loài thực vật có hoa trong họ Lan. Loài này được Hoehne mô tả khoa học đầu tiên năm 1937.